# Aesernia Calcio 1985-1986
Questa voce raccoglie le informazioni riguardanti l'Aesernia Calcio nelle competizioni ufficiali della stagione 1985-1986.

## Rosa
| N. |                   | Ruolo | Calciatore              |
| -- | ----------------- | ----- | ----------------------- |
| -  | Italia (bandiera) | C     | Alderisio Bartolomeo    |
| -  | Italia (bandiera) |       | Battista                |
| -  | Italia (bandiera) | C     | Pier Domenico Bergamini |
| -  | Italia (bandiera) | C     | Antonio Buonodonno      |
| -  | Italia (bandiera) | P     | Sesto Serra             |
| -  | Italia (bandiera) | A     | Luigi D'Arco            |
| -  | Italia (bandiera) | A     | Tommaso De Carolis      |
| -  | Italia (bandiera) | A     | Vincenzo De Falco       |
| -  | Italia (bandiera) | C     | Carlo Di Somma          |
| -  | Italia (bandiera) | D     | Antonio Franchitti      |
| -  | Italia (bandiera) | P     | Bruno Giustini          |
| -  | Italia (bandiera) | A     | Mario Guidotti          |
| -  | Italia (bandiera) | D     | Antonio Imbriglia       |

| N. |                       | Ruolo | Calciatore           |
| -- | --------------------- | ----- | -------------------- |
| -  | Italia (bandiera)     | D     | Guglielmo Marsichino |
| -  | San Marino (bandiera) | C     | Marco Mazza          |
| -  | Italia (bandiera)     | D     | Michele Meomartino   |
| -  | Italia (bandiera)     | P     | Giustino Milanese    |
| -  | Italia (bandiera)     | A     | Paolo Mollica        |
| -  | Italia (bandiera)     | D     | Luigi Ottavi         |
| -  | Italia (bandiera)     | A     | Primo Pasquali       |
| -  | Italia (bandiera)     |       | Petraroia            |
| -  | Italia (bandiera)     | D     | Domenico Salciccia   |
| -  | Italia (bandiera)     | A     | Massimo Scalingi     |
| -  | Italia (bandiera)     | C     | Giuseppe Stasio      |
| -  | Italia (bandiera)     |       | Troiano              |

## Risultati

### Serie C2

#### Girone d'andata
| 22 settembre 1985 1ª giornata | Aesernia | 1 – 0 | Angizia Luco |  |

| 29 settembre 1985 2ª giornata | Martina | 1 – 0 | Aesernia |  |

| 6 ottobre 1985 3ª giornata | Potenza | 2 – 1 | Aesernia |  |

| 13 ottobre 1985 4ª giornata | Aesernia | 1 – 0 | Maceratese |  |

| 20 ottobre 1985 5ª giornata | Ravenna | 1 – 1 | Aesernia |  |

| 27 ottobre 1985 6ª giornata | Aesernia | 1 – 1 | Fidelis Andria |  |

| 3 novembre 1985 7ª giornata | Giulianova | 1 – 0 | Aesernia |  |

| 10 novembre 1985 8ª giornata | Aesernia | 1 – 1 | Forlì |  |

| 17 novembre 1985 9ª giornata | Matera | 2 – 1 | Aesernia |  |

| 24 novembre 1985 10ª giornata | Aesernia | 1 – 1 | Pro Italia Galatina |  |

| 1º dicembre 1985 11ª giornata | Francavilla | 3 – 0 | Aesernia |  |

| 8 dicembre 1985 12ª giornata | Aesernia | 1 – 0 | Cesenatico |  |

| 15 dicembre 1985 13ª giornata | Jesi | 1 – 0 | Aesernia |  |

| 22 dicembre 1985 14ª giornata | Aesernia | 0 – 2 | Teramo |  |

| 5 gennaio 1986 15ª giornata | Foligno | 0 – 0 | Aesernia |  |

| 1986 16ª giornata | Aesernia | 2 – 0 | Sassuolo |  |

| 19 gennaio 1986 17ª giornata | Civitanovese | 2 – 1 | Aesernia |  |

#### Girone di ritorno
| 26 gennaio 1986 18ª giornata | Angizia Luco | 2 – 2 | Aesernia |  |

| 2 febbraio 1986 19ª giornata | Aesernia | 0 – 0 | Martina |  |

| 9 febbraio 1986 20ª giornata | Aesernia | 1 – 0 | Edilpotenza |  |

| 16 febbraio 1986 21ª giornata | Maceratese | 2 – 1 | Aesernia |  |

| 23 febbraio 1986 22ª giornata | Ravenna | 2 – 0 | Aesernia |  |

| 2 marzo 1986 23ª giornata | Fidelis Andria | 1 – 0 | Aesernia |  |

| 9 marzo 1986 24ª giornata | Aesernia | 2 – 2 | Giulianova |  |

| 23 marzo 1986 25ª giornata | Forlì | 2 – 1 | Aesernia |  |

| 29 marzo 1986 26ª giornata | Aesernia | 1 – 0 | Matera |  |

| 6 aprile 1986 27ª giornata | Pro Italia Galatina | 2 – 0 | Aesernia |  |

| 13 aprile 1986 28ª giornata | Aesernia | 1 – 1 | Francavilla |  |

| 20 aprile 1986 29ª giornata | Cesenatico | 2 – 0 | Aesernia |  |

| 4 maggio 1986 30ª giornata | Aesernia | 1 – 0 | Jesi |  |

| 11 maggio 1986 31ª giornata | Teramo | 0 – 0 | Aesernia |  |

| 18 maggio 1986 32ª giornata | Aesernia | 1 – 1 | Foligno |  |

| 25 maggio 1986 33ª giornata | Sassuolo | 1 – 1 | Aesernia |  |

| 1 giugno 1986 34ª giornata | Aesernia | 0 – 2 | Civitanovese |  |